# Gerbera
Gerbera é um género de plantas herbáceas ornamentais pertencente à família das Asteraceae (ou Compostas), a mesma do girassol e das margaridas. As espécies que compõe o gênero são cultivadas em grandes quantidades pela suas flores, muito apreciadas em arranjos ornamentais e como planta decorativa de exteriores nas regiões de clima temperado de ambos os hemisférios.
Em 1737, o naturalista holandês Jan Frederik Gronovius atribuiu o nome Gerbera ao género em homenagem a Traugott Gerber, um médico e naturalista alemão que trabalhou na Rússia. O nome vulgar gerbera, ou gérbera, é aplicado indistintamente às espécies do género e às suas flores, as quais são em geral comercializadas sob aquela designação, muitas vezes seguida de uma indicação específica ou varietal (por exemplo: gerbera-do-transvaal ou gerbera-púrpura).

## Características
O género Gerbera inclui cerca de 30 espécies de plantas herbáceas perenes da família das Compostas, dotadas de folhas basais, e flores reunidas em capítulos solitários e multifloros com cerca de 10 cm de diâmetro, intensamente coloridos. O fruto é um aquénio acicular.
As espécies de Gerbera apresentam um grande capítulo, com floretas bilabiadas de cor amarelo, laranja, branco, rosa ou vermelho. O capítulo, que aparenta ser uma única flor, é na realidade composto (daí o nome ainda utilizado para a família) por centenas de flores individuais, cuja morfologia varia de acordo com a sua posição no conjunto.
O género Gerbera tem grande interesse comercial, sendo a gerbera a quinta flor de corte mais vendida, só sendo ultrapassada em volume pela rosa, o cravo, o crisântemo e a tulipa.

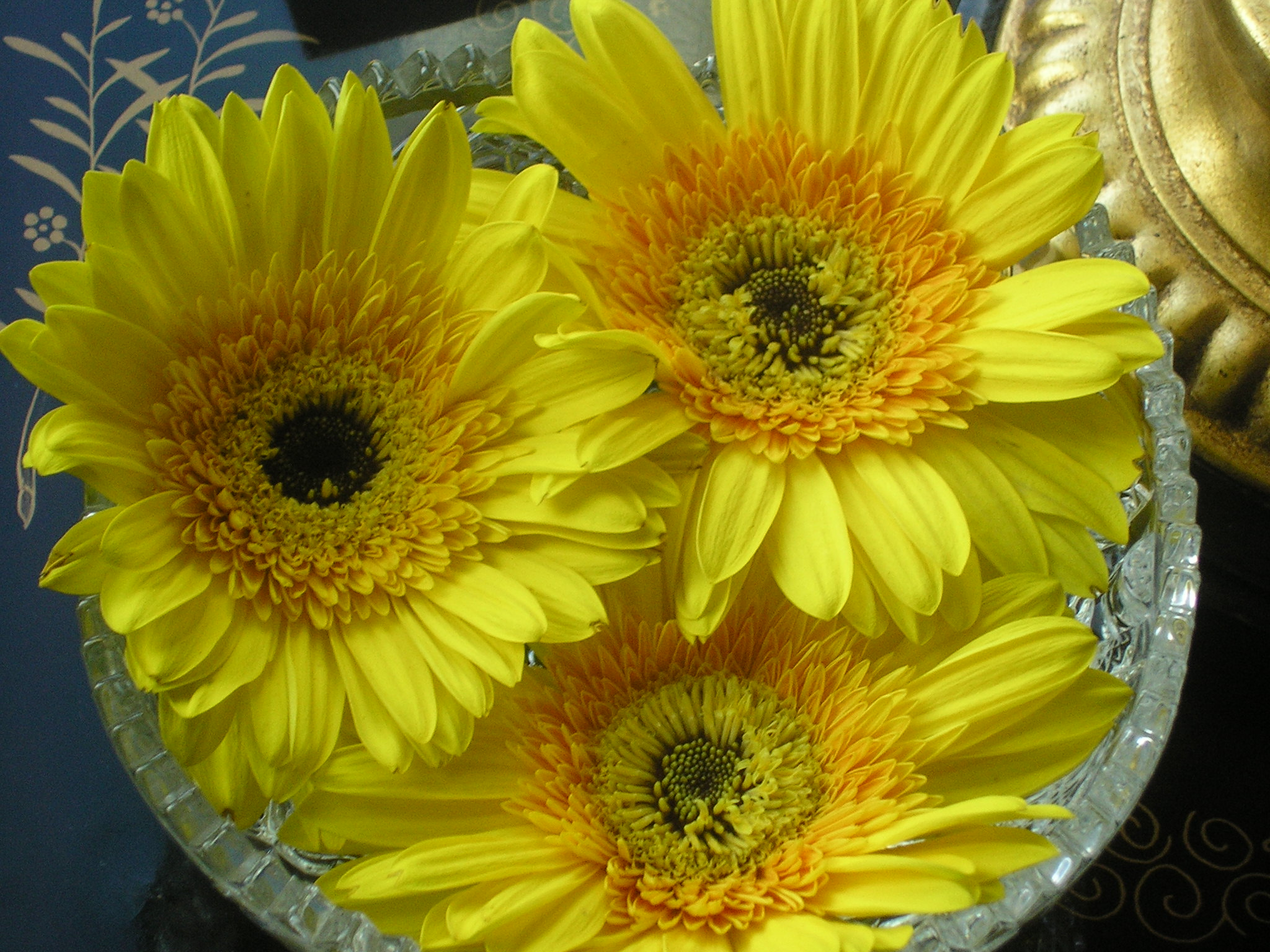
Gerberas amarelas flutuando em água.

A espécies deste género são também utilizadas como organismo experimental em estudos de floração e de desenvolvimento meristemático da flor. As gerberas contém derivados naturais da cumarina com interesse fitoquímico e de controlo biológico.
As gerberas são muito populares e muito utilizadas como plantas decorativas de exterior e para a produção de flores de corte. Os cultivares mais frequentes são os resultantes da hibridização entre a Gerbera jamesonii e a Gerbera viridifolia, outra espécie sul-africana. O híbrido é conhecido por Gerbera hybrida e, dele, existem alguns milhares de cultivares com grande variabilidade nas características florais, com diferentes tamanhos e formas da flor e com cores que vão do branco ao amarelo, laranja, vermelho, rosa e púrpura. Existem cultivares que produzem flores com o centro negro e com pétalas variegadas.

## Origem
O género Gerbera ocorre naturalmente na América do Sul, África, Madagáscar e na Ásia tropical. A primeira descrição botânica foi publicada por Joseph Dalton Hooker no Curtis Botanical Magazine de 1889, descrevendo a Gerbera jamesonii, uma espécie sul-africana hoje conhecida por gerbera-do-transvaal ou margarida-do-transvaal.

## Espécies
| - Gerbera aberdarica - Gerbera abyssinica - Gerbera ambigua - Gerbera anandria - Gerbera anandria var. anandria - Gerbera anandria var. densiloba - Gerbera anandria var. integripetala - Gerberia anadria var. bonatiana - Gerbera aspleniifolia - Gerbera aurantiaca : Margarida-Hilton - Gerbera bojeri - Gerbera bonatiana - Gerbera bracteata - Gerbera brevipes - Gerbera burchellii - Gerbera burmanni - Gerbera candollei - Gerbera cavaleriei - Gerbera chilensis - Gerbera cineraria - Gerbera connata - Gerbera conrathii - Gerbera cordata - Gerbera coronopifolia - Gerbera curvisquama | - Gerbera delavayi - Gerbera discolor - Gerbera diversifolia - Gerbera elegans - Gerbera elliptica - Gerbera emirnensis - Gerbera ferruginea - Gerbera flava - Gerbera galpinii - Gerbera glandulosa - Gerbera henryi - Gerbera hieracioides - Gerbera hirsuta - Gerbera hypochaeridoides - Gerbera integralis - Gerbera integripetala - Gerbera ivanelo - Gerbera jamesonii : Margarida-de-Barberton, Margarida da África ou Margarida-do-Transvaal - Gerbera knorringiana - Gerbera kokanica - Gerbera kraussii - Gerbera kunzeana - Gerbera lacei - Gerbera lagascae - Gerbera lanuginosa - Gerbera lasiopus | - Gerbera latiligulata - Gerbera leandrii - Gerbera leiocarpa - Gerbera leucothrix - Gerbera lijiangensis - Gerbera lynchii - Gerbera macrocephala - Gerbera nepalensis - Gerbera nervosa - Gerbera nivea - Gerbera parva - Gerbera peregrina - Gerbera perrieri - Gerbera petasitifolia - Gerbera piloselloides - Gerbera plantaginea - Gerbera plicata - Gerbera podophylla - Gerbera pterodonta - Gerbera pulvinata - Gerbera pumila - Gerbera randii - Gerbera raphanifolia - Gerbera ruficoma - Gerbera saxatilis | - Gerbera semifloscularis - Gerbera serotina - Gerbera speciosa - Gerbera tanantii - Gerbera tomentosa - Gerbera tuberosa - Gerbera uncinata - Gerbera viridifolia - Gerbera welwitschii - Gerbera wrightii |